# G弦上的魔王
《G弦上的魔王》是AKABEiSOFT2於2008年5月29日發售的十八禁戀愛冒險遊戲，自2007年11月29日開始因品質提升及開發遲緩的原因三度延期。在發售前已獲得高評價，Getchu.com2008年上半年統計中是第三名。

## 故事簡介
主角淺井京介日間在學校只是個喜歡古典音樂的普通少年，和同學美輪樁姬、相澤榮一、義妹淺井花音相熟。而在夜晚，則是養父淺井權三的公司中的重要人物。在冬天，少女宇佐美哈爾轉校來到京介的學校，她就是以前和京介一起的「勇者」。在這時，「魔王」出現在這個城市，一連串事件亦開始出現。勇者與魔王間的心理戰，鬥智的純愛故事就如此揭幕。

## 登場人物
淺井京介（Azai Kyōsuke， 聲優：無/廣播劇：福山潤）
故事男主角，非常喜歡巴哈的G弦上的詠嘆調。入夜後為權三工作，且表現出色，不過並不參與非法工作。原本沒有必要上學，聲稱上學是為了減壓和娛樂。日夜中的京介是性格完全不同的兩人。校內只有水羽知道他有另一個身份。
宇佐美 哈爾（Usami Hal，聲優：川島梨乃）
說話古怪，要別人稱自己作「勇者」，但行事深思熟慮，懂得拉小提琴。自稱是北極（或南極）出身，喜歡企鵝。因魔王而入讀京介的學校。
注意雖然可以寫作，但據原畫有葉繪製的人物色紙和角色歌CD封面可見其名字的罗马字標記為"Hal"，即是外來語名字。故正确的方式为依照外來語形式译作“哈爾”。
淺井花音（Azai Kanon，聲優：河合春華）
京介的同年義妹，讀同一所學校但非同居。花式溜冰的實力是全國級水準。對溜冰以外的事情並不關心。
美輪樁姬（Miwa Tsubaki，聲優：紫華菫）
京介的同班同學，而且是班長，在家中是長女。總是拿著日記和寫備忘。
白鳥水羽（Shiratori Mizuha，聲優：海原艾利娜）
京介的同班同學，學校理事長的女兒，似乎對任何人都不關心。兩年前曾送給京介巧克力，卻被丟進垃圾桶。
時田雪（Tokita Yuki，聲優：北都南）
哈爾的朋友，因和哈爾一樣的原因而入讀學校，頭腦和溝通能力非常高。
淺井權三（Azai Gonzō，聲優：居口傳衛門）
京介的義父，想要讓京介承繼自己。放高利貸賺錢，完全的自我中心，喜歡打獵。
相澤榮一（Aizawa Eīchi，聲優：金田真晝）
京介的朋友，平常裝作可愛以接近女生，實際十分腹黑，卻只有京介知道其本性。自稱興趣是對抗戀愛資本主義。
魔王（Maō）
一切不明。概念來自舒伯特所作的藝術歌曲「魔王」，取該歌曲中誘拐孩童的情節。

## 主題曲
開頭歌曲「Answer」
編曲：藤田淳平（Elements Garden），作詞：Kanoko，歌：片霧烈火
插入歌曲「Close Your Eyes」
作詞、作曲：志倉千代丸，編曲：磯江俊道，歌：彩音
結尾歌曲「雪の羽 時の風」
作詞：wight，作曲、編曲：bassy、歌：Barbarian On The Groove feat. 茶太
背景音樂
大部分都是古典音樂名曲的改編。

## 评价
遊戲在Getchu.com2008年上半年銷量統計中排名第三，全年銷量統計中排名第七，在2008年美少女遊戲排行中获得综合部门第3名、角色部门第1名（宇佐美 哈爾）、配音部门第2名（宇佐美 哈爾）、剧本部门第3名、BGM部门第3名、主题歌部门第4名、命名部门第4名、系统部门第9名、影片部门第9名。另外在2008年度美少女游戏大赏综合赏、剧本赏、绘图赏、用户支持赏和主题歌银赏。

## 外部連結
- 官方網站（页面存档备份，存于）（日語）
- 《G弦上的魔王》在視覺小說數據庫的頁面 （英文）